# Adolph Joseph DeLaGarza
Adolph Joseph DeLaGarza Junior, noto semplicemente come A. J. DeLaGarza (Bryans Road, 4 novembre 1987), è un ex calciatore statunitense, di ruolo difensore.

## Palmarès

### Club

#### Competizioni Nazionali
- Campionato MLS: 3

Los Angeles Galaxy: 2011, 2012, 2014
- MLS Supporters' Shield: 2

L.A. Galaxy: 2011
New England Revolution: 2021
- U.S. Open Cup: 1

Houston Dynamo: 2018